# Idiostrangalia maruokai
Idiostrangalia maruokai är en skalbaggsart som först beskrevs av Hayashi 1963.  Idiostrangalia maruokai ingår i släktet Idiostrangalia och familjen långhorningar. Inga underarter finns listade i Catalogue of Life.